# خانه گوهر محسنی
خانه گوهر محسنی مربوط به دوره قاجار است و در شهرستان نطنز، روستای ابیانه، گذر اصلی روستا واقع شده و این اثر در تاریخ ۱۱ مرداد ۱۳۸۴ با شمارهٔ ثبت ۱۲۳۳۴ به‌عنوان یکی از آثار ملی ایران به ثبت رسیده است.